# Großer Wannsee
Il Großer Wannsee (letteralmente "Grande Wannsee"), più noto semplicemente come Wannsee, il quarto lago di Berlino per superficie, è un'ampia insenatura del fiume Havel, alla cui sinistra orografica si estende verso sud-est tra i quartieri di Nikolassee e di Wannsee nel distretto di Steglitz-Zehlendorf.

## Caratteristiche
Il lago, spesso chiamato solo Wannsee, ha una superficie di 2,7320 km² ed è delimitato sul suo lato settentrionale verso il fiume Havel dall'isola di Schwanenwerder. All'estremità meridionale è collegato col Kleiner Wannsee ("Piccolo Wannsee").
Il lago ha una forte vocazione turistica balneare: la spiaggia del "Strandbad Wannsee" è la spiaggia balneare non marina più grande del continente europeo; è molto affollata nelle giornate più calde. Il quartiere di Kladow sulla riva opposta del fiume è collegato al molo di Wannsee, non distante dalla stazione ferroviaria di Wannsee) tramite la linea F10 di traghetti della BVG, a cadenza oraria. Mentre le chiatte percorrono il fiume Havel, solitamente da e verso il Westhafen, il Wannsee è affollato, soprattutto nei giorni festivi, da una grande quantità di barche a vela.

## Avvenimenti storici
In una villa sulla riva del lago si svolse, il 20 gennaio 1942, la cosiddetta Conferenza di Wannsee, nel corso della quale vennero discussi e deliberati diversi aspetti pratici del genocidio noto come Shoah. La villa nel dopoguerra è diventata memoriale e luogo di documentazione.

## Galleria d'immagini

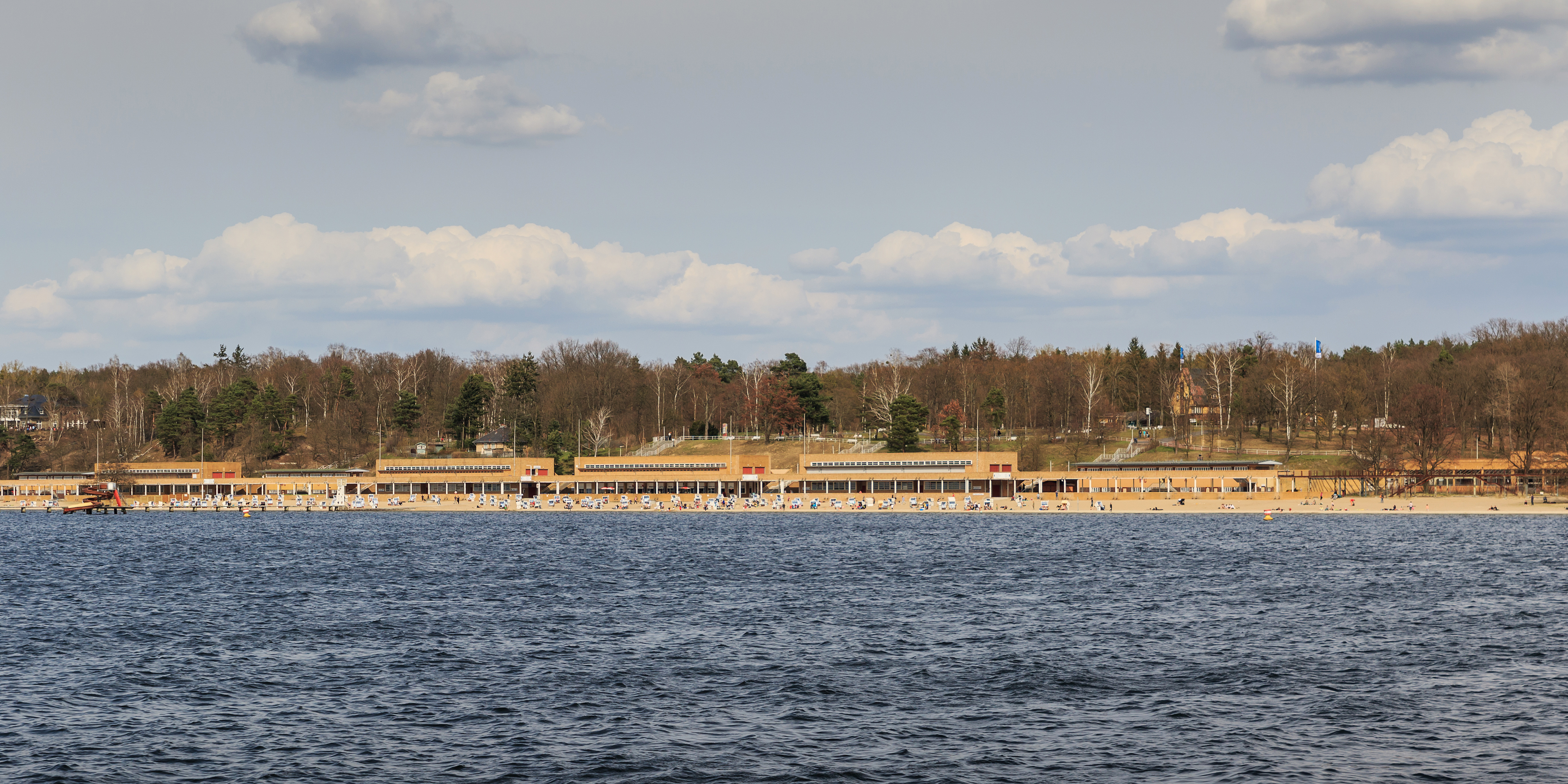
Spiaggia di Wannsee